# Лига наций УЕФА
Ли́га на́ций УЕФА́ (англ. UEFA Nations League) — международный футбольный турнир среди сборных Европы, который проводится под руководством УЕФА. Впервые был запланирован на 2018 год в сроки, соответствующие окончанию чемпионата мира 2018. В турнире действуют принципы повышения и понижения в классе. Частота проведения турнира — раз в 2 года, выявление победителя — по нечётным годам. Согласно заявлению УЕФА, матчи турнира будут проводиться в сроки, в которые, по состоянию на 2014 год, проводится большинство международных товарищеских матчей, и предполагается, что турнир заменит собой эти матчи. Турнир связан с отборочными циклами к чемпионатам Европы и чемпионатам мира, давая дополнительную возможность выхода в финальную стадию этих соревнований ряду национальных сборных.

## Формат
Весной 2014 года УЕФА опубликовал предварительный формат будущего турнира, который начался в сентябре 2018 года. В октябре 2017 года формат был утверждён:
- Участие в турнире примут все 55 европейских сборных;
- Команды распределят по четырём лигам (A, B, C и D) в соответствии с их рейтингом на конец европейской квалификации ЧМ-2018;
- В лиге А сыграют 12 топ-сборных. Следующие 12 попадут в лигу В, следующие 15 — в лигу С, оставшиеся 16 — в лигу D;
- Лиги A и B состоят из четырёх групп по 3 команды. В лиге C будет одна группа с 3 командами и три группы по 4 команды. Лига D состоит из четырёх групп по 4 команды;
- Матчи будут проводиться дома и на выезде в сентябре-ноябре 2018 года (каждая сборная проведет 4-6 игр в зависимости от размера группы);
- Победители четырёх групп лиги А выйдут в финальную стадию, которая пройдет в июне 2019 года. Она будет состоять из полуфиналов, матча за третье место и финала. Хозяев выберет исполком УЕФА в декабре 2018 года из числа участников;
- Победители групп лиг В, С и D получат повышение в классе. Занявшие самые низкие места в группах лиг А, В и С команды перейдут в лигу ниже;
- Победители групп лиг B, C и D в марте 2020 года сыграют финальную стадию и выявят обладателей путёвок на чемпионат Европы 2020 года.

В марте 2019 года началась квалификация к Евро 2020. В финальную часть Евро-2020 выйдут по два победителя отдельных десяти отборочных групп (20 команд), остальные 4 команды из 24 будут определены в марте 2020 года в рамках Лиги наций. 4 победителя каждой группы своего дивизиона из числа тех сборных, что не смогли пройти основную квалификацию Евро, разыграют оставшиеся путёвки между собой по олимпийской системе. Таким образом, на каждый дивизион Лиги наций полагается по одному дополнительному месту на Евро. В некоторых дивизионах может не остаться 4 команды для плей-офф (вероятнее всего в дивизионе A), тогда на вакантную позицию дополнительной квалификации приглашается команда дивизиона рангом ниже (исключая неотобравшихся через отбор Евро-2020 победителей групп, если таковые имеются — победители групп не могут встретиться с командами из вышестоящей лиги), и так далее.
Уже после завершения розыгрыша-2019/20 УЕФА было принято решение об изменении регламента Лиги Наций, и с сезона 2020/2021 Лиги A, B и C стали включать в себя по 16 команд, Лига D — 7 команд. Перераспределение по лигам было произведено на основании общего рейтинга в Лиге наций 2018/2019.

## Состав лиг турнира на розыгрыш 2020/2021 годов
| Команда              | Р    |
| -------------------- | ---- |
| Бельгия              |      |
| Босния и Герцеговина | Rise |
| Хорватия             |      |
| Дания                | Rise |
| Англия               |      |
| Франция              |      |
| Германия             |      |
| Исландия             |      |
| Италия               |      |
| Нидерланды           |      |
| Польша               |      |
| Португалия           |      |
| Испания              |      |
| Швеция               | Rise |
| Швейцария            |      |
| Украина              | Rise |

| Команда           | Р    |
| ----------------- | ---- |
| Австрия           |      |
| Болгария          | Rise |
| Венгрия           | Rise |
| Израиль           | Rise |
| Чехия             |      |
| Финляндия         | Rise |
| Ирландия          |      |
| Северная Ирландия |      |
| Норвегия          | Rise |
| Румыния           | Rise |
| Россия            |      |
| Шотландия         | Rise |
| Сербия            | Rise |
| Словакия          |      |
| Турция            |      |
| Уэльс             |      |

| Команда            | Р    |
| ------------------ | ---- |
| Албания            |      |
| Армения            | Rise |
| Азербайджан        | Rise |
| Беларусь           | Rise |
| Кипр               |      |
| Эстония            |      |
| Грузия             | Rise |
| Греция             |      |
| Казахстан          | Rise |
| Косово             | Rise |
| Литва              |      |
| Люксембург         | Rise |
| Молдова            | Rise |
| Черногория         |      |
| Северная Македония | Rise |
| Словения           |      |

| Команда           | Р |
| ----------------- | - |
| Андорра           |   |
| Фарерские острова |   |
| Гибралтар         |   |
| Латвия            |   |
| Лихтенштейн       |   |
| Мальта            |   |
| Сан-Марино        |   |

## Результаты
| Год  | Место проведения финальной стадии | Финалисты  | Финалисты      | Финалисты  | Полуфиналисты | Полуфиналисты  | Полуфиналисты |
| Год  | Место проведения финальной стадии | Чемпион    | Счёт           | 2-е место  | 3-е место     | Счёт           | 4-е место     |
| ---- | --------------------------------- | ---------- | -------------- | ---------- | ------------- | -------------- | ------------- |
| 2019 | Португалия                        | Португалия | 1:0            | Нидерланды | Англия        | 0:0 (6:5 пен.) | Швейцария     |
| 2021 | Италия                            | Франция    | 2:1            | Испания    | Италия        | 2:1            | Бельгия       |
| 2023 | Нидерланды                        | Испания    | 0:0 (5:4 пен.) | Хорватия   | Италия        | 3:2            | Нидерланды    |
| 2025 | Германия                          | Португалия | 2:2 (5:3 пен.) | Испания    | Франция       | 2:0            | Германия      |

## Символика Лиги наций УЕФА
Логотип турнира представляет собой полотнище с полосами красного, синего, зелёного и жёлтого цветов, чередующимися с белыми, поверх которых нанесены ромбы разных цветов с вписанными в них двухцветными кругами.
Гимн Лиги наций написали Джорджо Туинфорт и Франк ван дер Хейден.